# Socorro (Surigao del Norte)
Socorro  es un municipio filipino de cuarta categoría, situado en la isla de Grande de Bucas adyacente a la parte nordeste de la isla de Mindanao. Forma parte de la provincia de Surigao del Norte situada en la Región Administrativa de Caraga, también denominada Región XIII. Para las elecciones está encuadrado en el Primer Distrito Electoral.

## Geografía
Municipio situado en la isla Grande de Bucas que se encuentra al sur de la también isla de Siargao, separada por  el canal de Dapa. El canal de Hinatuán (Hinatuan Passage) la separa de Mindanao donde en dirección oeste se encuentra la ciudad de Surigao,  capital de la provincia. La isla Grande de Bucas cierra el seno de Dinagat separándolo del mar de Filipinas, a poca distancia de la fosa de Filipinas.
Islas adyacentes son las de Salug, al nordeste frente a la isla de Bucas de Enmedio; las de Bobón (Bobon Island) y de Danicán (Dahican Island) , pertenecientes ambas al barrio de Doña Helene (Bay-ang) y situadas en el canal de Hinatuán frente a la costa de Claver.
Su término linda al norte con el canal de Dapa que le separa de los municipios de Dapa y de Del Carmen; al sur con canal de Hinatuán que nos separa de Claver y Carrascal; al este con el mar de Filipinas; y al oeste con el seno de Dinagat.

### Barrios
El municipio de Socorro se divide, a los efectos administrativos, en 14 barangayes o barrios, conforme a la siguiente relación:
| - Albino Taruc - Del Pilar - Doña Helene - Honrado | - Navarro (Población) - Nueva Estrella - Pamosaingán (Gardeña) | - Rizal (Población) - Salog - San Roque | - Santa Cruz - Sering - Songkoy - Sudlon |

### Comunicaciones
Una carretera (Socorro - Estrella - Pamosaigán Road) comunica la bahía de Kanlanuk,  donde se encuentra Pamosaigán, con la Población. De Pamosaigán parte el ferry de Surigao (Eva Macapagal Passenger Terminal) y Cagdianao; de la Población los de Dapa (Dapa Ferry Terminal) y Hayanggabon, el puerto más cercano situado en la isla de Mindanao.

## Historia
Lugar antes conocido como Bunga, vocablo que en idioma local significa fruta.
Cuentan como una mañana del año 1920 un sacerdote católico español pide socorro al ver como su barco velero, el en que viajaba acompañado de unos obreros,  estaba a punto de volcar a causa de las olas gigantes cuando se acercaba a la iglesia para celebrar la misa dominical.
El sacerdote y sus acompañantes fueron salvados por los hombres quienes acudieron a su auxilio venciendo la ira de la naturaleza.

"...Tales actos heroicos llevaron al sacerdote para nombrar el lugar "Socorro" en honor a la valentía de los hombres y como una manera de rendir homenaje a la población que estaban dispuestos a ofrecer ayuda y asistencia a los demás, incluso en momentos de peligro..."

El 22 de febrero de 1961 alcanza este barrio la condición de municipio abarcando la totalidad de la isla Grande de Bucas.
En 1917 un grupo de la Cofradía de Sagrado Corazón de Jesús se instaló en la isla procedentes de Maasin en Leyte. Los primeros pobladores se unieron al grupo.
En 1923 el líder de la Cofradía rompió con la Iglesia católica y se unió a la Iglesia Filipina Independiente.
El sacerdote católico de Dapa informó a la policía de como este grupo pretendía rebelarse contra el gobierno.
La llegada de policías a la isla supuso atrocidades y represalias. Tuvieron que llegar militares desde Dapa y hubo víctimas mortales.
Otro encuentro se produjo en enero de 1924 y tuvo como resultado la muerte de 16 soldados y 40 paisanos.  El gobierno colonial estadounidense tuvo que enviar más tropas que derrotaron a los sublevados.

## Lugares de interés
- Cala de Sohotón (Sohoton Cove), en la bahía de Sohotón,  con su Cottage y muelle de llegada.
- Laguna de Tiktikan  (Tiktikan Lagoon) con una superfcicie de  2 hectáreas se encuentra situada en las cercanías de Sohoton Cove, en la parte suroeste de la isla.